# Люмпен великоокий
Люмпен великоокий (Anisarchus macrops) — вид окунеподібних риб родини Стіхеєві (Stichaeidae).

## Поширення
Вид зустрічається на півночі Тихого океану біля берегів Японії, Кореї та Приморського краю Росії.

## Опис
Тіло видовжене, звужується до хвоста, очі великі. Промені спинного і анального плавців не заходять за хвостовий плавець. Тіло жовто-коричневого забарвлення, на боках тіла ледь помітні темні плями.

## Спосіб життя
Донна дрібна риба, 17 см завдовжки. Полюбляє мулисте дно, на глибинах до 10-150 м у водах з низькою температурою.